# レイシー・ハーン
レイシー・ハーン (Lacey Earnest Hearn、1881年3月3日 - 1969年10月18日)は、アメリカ合衆国の陸上競技選手。1904年セントルイスオリンピックの銀メダリストである。

## 経歴
ハーンは20世紀初頭に活躍、1500mを専門としていた選手で、1904年セントルイスオリンピックの1500mではジム・ライトボディ、ウィリアム・ヴァーナーに次いで銅メダルを獲得。さらに、ハーンは、ライトボディ、ヴァーナーらとともに、シカゴAAチームで4マイル団体に出場。ニューヨークACチームと対戦した。ハーンは10人中4位の記録を残したものの、チームは2位に終わった。